# Namir Noor-Eldeen
Namir Noor-Eldeen (Árabe: نمير نورالدين, 1 de septiembre de 1984–12 de julio de 2007) fue un fotógrafo de guerra iraquí de Reuters. Él, su asistente Saeed Chmagh, así como otras ocho personas fueron atacados a tiros por las fuerzas militares estadounidenses en el distrito de Nueva Bagdad de Bagdad, Irak, durante el ataque aéreo del 12 de julio de 2007.
En un informe oficial del Departamento del Ejército de los Estados Unidos se afirma que el grupo de 10 personas llevaba al menos un RPG-7 y un AK-47, además del hecho de que la cámara de Noor-Eldeen y el objetivo zoom acoplado probablemente fueron confundidos con un RPG adicional. Noor-Eldeen y otras siete personas murieron durante el primer ataque.

## Primeros años y carrera
Noor-Eldeen nació el 1 de septiembre de 1984 en Mosul, Irak. Desarrolló un interés por la fotografía y el vídeo a partir de su familia, y comenzó a formarse en esos temas. Fue uno de los primeros fotógrafos formados por la agencia de noticias Reuters como parte de una estrategia para emplear fotoperiodistas con un fuerte conocimiento local y acceso a zonas consideradas demasiado peligrosas para el trabajo de los fotógrafos occidentales. Chris Helgren, ex fotógrafo jefe de Reuters que impulsó el plan de la agencia, calificó a Noor-Eldeen como uno de los reclutas estrella de la etapa inicial de reclutamiento y dijo: "En Mosul, empezó desde cero y ahora es el fotógrafo más destacado del norte de Irak".
Trabajó originalmente en Mosul, donde comenzó a desarrollar una sólida reputación gracias a sus fotografías y su tendencia a llegar rápidamente a la escena de los ataques, incluso en medio del peligro. Una de sus fotografías, de un insurgente enmascarado que llevaba un RPG-7 y un chaleco antibalas de policía después de un ataque a una estación de policía en noviembre de 2004, ganó particular atención y fue descrita por el periodista del The New York Times Michael Kamber como "una de las imágenes seminales de la guerra: una sola foto que capturó el descenso de Irak al caos y la incapacidad de los gobiernos iraquí y estadounidense para proteger los recursos, o prácticamente cualquier otra cosa en ese momento". Noor-Eldeen fue trasladado a Bagdad después de que empezó a recibir amenazas en Mosul por parte de insurgentes descontentos con sus fotos. Durante su etapa como fotógrafo, había recibido disparos en la pierna, le habían roto la nariz más de una vez y había sido detenido y acosado, pero sus editores dijeron que mantenía una sensación de energía y optimismo.

## Ataque aéreo y muerte
El 12 de julio de 2007, después de varias escaramuzas en la zona, dos helicópteros estadounidenses AH-64 Apache observaron a un grupo de personas deambulando por una calle de Bagdad. Dijeron que algunos de los integrantes de ese grupo estaban armados, presumieron que eran insurgentes iraquíes y dispararon contra ellos. Los helicópteros también dispararon contra una camioneta conducida por un hombre con sus dos hijos dentro, que se detuvo para evacuar a los heridos. Ambos niños resultaron heridos.  Noor-Eldeen y su chofer de Reuters, Saeed Chmagh, estaban entre los muertos del ataque. Noor-Eldeen tenía 22 años en el momento de su muerte.
Noor-Eldeen y Chmagh fueron el quinto y sexto empleados de Reuters asesinados en Irak desde que comenzó la invasión de 2003. Los seis fueron asesinados por soldados estadounidenses. Mohammed Ameen, otro fotógrafo de Reuters y uno de los amigos más cercanos de Noor-Eldeen, encontró su cuerpo en una morgue iraquí destartalada y dispuso que el cuerpo fuera preservado hasta su funeral. Después de sus muertes, Reuters proyectó un homenaje fotográfico a Noor-Eldeen y Chmagh en Times Square de Nueva York y Canary Wharf de Londres.

### Lanzamiento del video
Durante más de dos años después del tiroteo, Reuters y otras organizaciones buscaron investigaciones sobre las muertes de Noor-Eldeen y otros periodistas muertos en Irak, pero el ejército estadounidense retuvo información clave con el argumento de que era clasificada. Los militares también se negaron a publicar un vídeo tomado desde uno de los helicópteros artillados que capturó la secuencia completa y la comunicación por radio durante los disparos.
El 5 de abril de 2010, WikiLeaks publicó un vídeo titulado Collateral Murder en su sitio web, que muestra parte del vídeo militar. WikiLeaks afirmó que adquirió el video de informantes militares y lo vio después de descifrar el código de cifrado. Los tiroteos y la muerte de Noor-Eldeen se detallan en The Good Soldiers, un libro de no ficción de 2009 escrito por David Finkel.